# Strobilanthes wakasana
Strobilanthes wakasana är en akantusväxtart som beskrevs av T. Wakasugi och N. Naruhashi. Strobilanthes wakasana ingår i släktet Strobilanthes och familjen akantusväxter. Inga underarter finns listade i Catalogue of Life.